# Arvid von Göben
Arvid von Göben, född den 14 mars 1713 i Tobolsk, Ryssland, död den 29 april 1794 i Åbo, var en svensk militär.

## Biografi
Arvid von Göbeln föddes som son till kaptenen vid Ingermanländska infanteriregementet Carl von Göben, som tillfångatogs efter den ryska segern efter Belägringen av Viborg den 15 juni 1710 under Stora nordiska kriget, och dennes hustru Sara Christina Stierncrantz. Han föddes under föräldrarnas fångenskap i den ryska staden Tobolsk.
Modern dog i Ryssland 1721, och då familjen återkom till Sverige 1722 efter fredsslutet gifte sig fadern med Anna Elisabet von Tiesenhausen. Från den nya hustrun ärvde fadern, vid hennes död 1726, godset Jyrängöns säteri i Heinola.
Arvid von Göbeln blev volontär vid Nylands dragonregemente 1730 och utnämndes till korpral där i januari 1732. 1738 blev han volontär vid Livgardet, och därefter steg han snabbt i graderna. 1738 blev han rustmästare, 1739 förare och sergeant 1740 i februari. Efter detta utnämndes han till kvartermästare vid Västgöta kavalleriregemente år 1741, men han tog avsked redan den 22 januari 1742.
von Göbeln tog därefter tjänst vid Karelska dragonregementet, och han utnämndes till officer med kornetts grad den 25 augusti 1743. Den 30 maj 1750 befordrades han till kaptenlöjtnant vid Åbo läns infanteriregemente där han även blev kapten den 26 februari 1751. Han bytte regemente samma år den 8 december till Savolax infanteriregemente innan han slutligen tog upp samma befattning vid  Dalregementet, från vilket han erhöll avsked den 18 mars 1765.
Han dog den 29 april 1794 i Åbo och slöt då sin adliga ätt.

### Familj
Arvid von Göbeln gifte sig den 20 december 1762 i Stockholm med Engela Maria Sandström och fick med henne två söner, vilka dog i späd ålder.

## Utmärkelser
- Riddare av Svärdsorden (RSO) - 26 november 1767